# Professor Rocha Lima
Carlos Henrique da Rocha Lima, conhecido como Professor Rocha Lima  (Rio de Janeiro, 22 de outubro de 1915 — Rio de Janeiro, 22 de junho de 1991), foi um professor, gramático, filólogo, ensaísta e linguista brasileiro, autor de inúmeras obras, entre elas uma Gramática Normativa da Língua Portuguesa.

## Dados biográficos
Rocha Lima nasceu na então capital do país. Filho de Marcelino Pita da Rocha Lima e de Evangelina Ramos da Rocha Lima, fez os primeiros estudos no externato do colégio Sagrado Coração de Jesus, no bairro de São Cristóvão e o secundário no Colégio Pedro II.
Em 1935, graduou-se bacharel em ciências e letras e mais tarde o doutorado em letras pela Universidade Federal Fluminense, onde se tornou livre docente em língua portuguesa, iniciando no ano seguinte a carreira no magistério ficando em segundo lugar em concurso público da então Prefeitura do Distrito Federal ao qual também concorreu Antônio Houaiss.
Casou-se com Maria de Lourdes da Rocha Lima, com que teve 3 filhas e de quem ficou viúvo.
Lecionou em diversas escolas até que, em 1947, ingressou por merecimento no Instituto de Educação onde colaborou para a formação de várias gerações de novos professores; também nesse ano, foi convidado por Guimarães Rosa para ocupar a cátedra de português do Instituto Rio Branco, formador de diplomatas do país.
Graças a esse trabalho, por algumas vezes, representou o Brasil em missões culturais, e foi diretor da "Casa do Brasil", no Reino Unido.
Também por concurso, passando em primeiro lugar, retornou ao Colégio Pedro II onde tinha estudado, como professor do idioma pátrio e de literatura, e mais tarde foi por muito tempo o chefe de seu departamento de português e literatura e, finalmente, seu diretor e presidente da "Congregação de Catedráticos", ao lado de antigos mestres que lhe tinham lecionado.
Ocupou o magistério em muitas outras instituições superiores, tais como no Instituto de Educação, na Pontifícia Universidade Católica do Rio de Janeiro ou na Universidade Santa Úrsula.
Além das funções de direção já citadas, dirigiu também o Departamento de Educação Técnico-Secundário, o Instituto de Pesquisas Educacionais e a Escola Técnica Sousa Aguiar e foi membro de colegiados federais tais como a Comissão Nacional do Livro Didático, o Conselho Nacional do Serviço Social e o Conselho Consultivo da Fundação Casa de Rui Barbosa.
Participou de diversas academias da sua área, como a Academia Brasileira de Filologia, do PEN Clube do Brasil, da Associação Brasileira de Educação, entre outras tantas.
Em 1982, ano de sua aposentadoria, foi agraciado pela Assembleia Legislativa do Estado do Rio de Janeiro, após aprovação unânime dos parlamentares, com a láurea de Cidadão Benemérito; três anos mais tarde, também por aprovação unânime, recebeu da Câmara de Vereadores do Rio de Janeiro sua mais importante distinção, a Medalha Pedro Ernesto, além de muitas outras grandes honrarias.
Rocha Lima proferia uma palestra sobre um poema de Manuel Bandeira quando teve morte súbita, aos 76 anos.
Deixou publicados dezenas de artigos, teses e livros, sozinho ou em coautoria, participação em enciclopédias e dicionários.